# Raphicerus campestris
El raficero común o steenbok (Raphicerus campestris) es un especie de mamífero artiodáctilo de la subfamilia Antilopinae. Es un pequeño antílope africano, cuyo aspecto recuerda al oribí, que se distribuye por las sabanas del África oriental y austral. Es muy ágil y prefiere los brotes más nutritivos y tiernos, hojas nuevas, flores y frutos. Es el único bóvido que remueve con las patas antes en la tierra, para defecar y orinar ahí mismo.
Pesa hasta 11 kilogramos.
Puede vivir en parejas o ser solitario.
Estado de conservación: común, de bajo riesgo.